# 野鳥の森

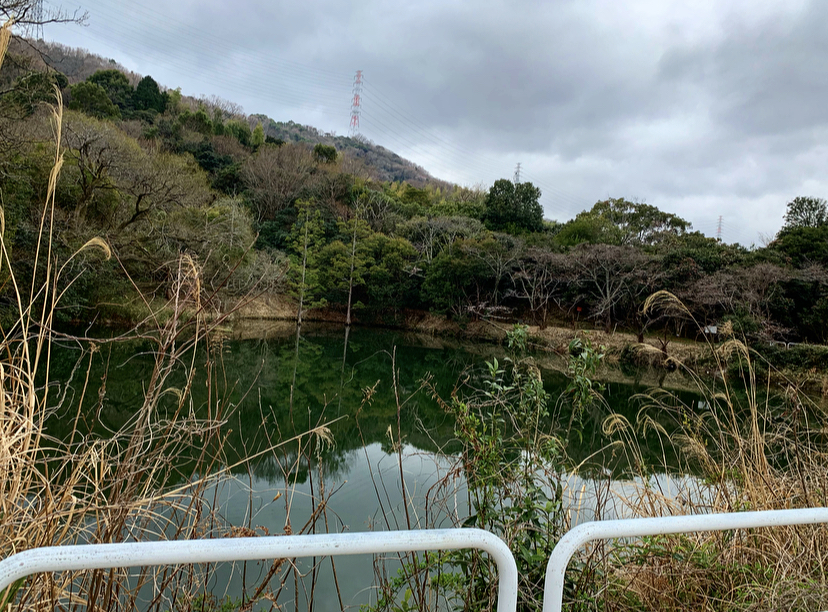
水鳥の池

野鳥の森（やちょうのもり）は、徳島県石井町の気延山山麓にある野鳥公園。

## 地理
石井町の気延山西麓に位置する野鳥園。20ha余の広大な敷地に全長2kmの観察道や観察小屋、鳥類の保護繁殖のための施設が点在する。
メジロ・ホオジロなどの留鳥をはじめ、夏鳥、冬鳥、漂鳥合わせて47種類が生息する。またフクロウの営巣やキビタキ・コサメビタキ・サンコウチョウなどの繁殖も確認されている。

## 施設
- 水鳥の池
- 野鳥観察小屋

ほか

## 交通
- JR徳島線石井駅より車で約10分。
- 徳島自動車道「藍住インターチェンジ」より車で約30分。